# Викшера
Викшера — река в России, протекает в Даниловском районе Ярославской области; правый приток реки Лунка.
Начинается к северу от города Данилов. Сельские населённые пункты и урочища около реки: Яксайка, Ломок, Шелыгайка, Малый Дор, Большой Дор, Рощино, Салово; напротив устья Слобода. Дважды пересекает автомагистраль М8 «Москва — Архангельск»; после Большого Дора река протекает между ней и железной дорогой Данилов — Вологда.
После Большого Дора принимает относительно крупный приток справа.